# 川越観光自動車東松山営業所
川越観光自動車東松山営業所（かわごえかんこうじどうしゃ ひがしまつやまえいぎょうしょ）とは川越観光バスにあった営業所である。2003年（平成15年）4月に森林公園営業所開設に伴い閉所となった。

## 沿革
- 1951年 - 川越自動車 松山営業所として開設。
- 1976年 - 合併により川越観光自動車東松山営業所になる。
- 1998年4月1日 - 路線バス参入により、路線車両の車庫となる。同日、東武バスより「北本駅 - 富士重工線」「越生駅 - 黒山線」「東毛呂駅 - 鎌北湖」の移管を受ける。
- 1998年4月1日 - 上尾市内循環バス「ぐるっとくん」運行開始。
- 1999年春 - 北里線開業。
- 1999年9月11日 - 東武バスより「東毛呂駅 - ガーデンシティ目白台線」の移管を受け、新たに埼玉医科大線を開設。
- 2000年4月1日 - 東武バスより東松山市内循環バスの移管を受ける。
- 2001年4月1日 - 東武バス坂戸出張所と「北坂戸駅 - 入西団地線」の共同運行開始。
- 2001年 - 桶川市内循環バス「べにばなGO」運行開始。
- 2003年3月31日 - 森林公園営業所開設により移転閉所。

## 所在地
- 埼玉県東松山市箭弓町1-12-11
東松山駅と同じ住所だが実際の場所は異なり、東松山ショッピングセンター向かい側にあった。また一時期、東松山駅の中に旅行案内センターを構えていたこともある。跡地は東松山駅前広場（東口南側公共交通広場）の建設で営業所詰所は壊され、検査ピット跡のみ残っており、現在はその面影を残したまま改築する形で不動産業者の営業所（事務所兼駐車場）になっている。

## 配置車両
- 観光バス会社時代は、観光バスの車庫として使用された。川越営業所所属車が所沢ナンバーだったのに対して東松山営業所所属車は熊谷ナンバーで判別が可能であった。
- 路線バス運行開始後は、中型車と小型車が配置されていた。大型車は川越営業所に所属していたが、ナンバーは熊谷ナンバーであった。営業所敷地が狭かったこともあり東松山駅東口前の東武バス東松山出張所跡地に停められている車両も多かった。

## 所管路線

### 北本駅 - 富士重工線
- 北本03：北本駅東口 - （北本高校先回り） - 富士重工業
- 北本03：北本駅東口 - （朝日三丁目先回り） - 富士重工業
- 北本04：北本駅東口→（北本高校先回り）→富士重工業→桶川工業団地→北本駅東口
- 北本04：北本駅東口→（朝日三丁目先回り）→富士重工業→桶川工業団地→北本駅東口
  - 1995年（平成7年）5月15日に東武バス菖蒲出張所が運行開始した路線だが、1998年（平成10年）4月1日に川越観光に移管された。車両はいすゞLR（富士重工ボディ）ツーステップ車が主に使用されていた。

### 越生駅 - 黒山線
- 越生01：越生駅 - 黒山
  - 1998年（平成10年）4月1日に東武バス坂戸出張所より移管された。車両は日野RJツーステップ車が使用され、冬季はスタッドレスタイヤを履くなど同線専用車になっていた。

### 東毛呂駅 - 鎌北湖線
- 東毛呂01：東毛呂駅 - 鎌北湖
  - 1998年（平成10年）4月1日より東武バス坂戸出張所より移管された臨時バス路線。川越観光で運行されたのは1年あまりで1999年以降の運転実績はない。

### 北本駅 - 北里メディカルセンター病院線
- 北本駅西口 - 北里メディカルセンター病院
  - 1999年（平成11年）に川越観光が新規開設した路線である。日野RJワンステップバスが主に使用された。系統番号は用意されなかった。

### 東毛呂駅 - 目白台循環線
- 東毛呂駅 - ガーデンシティ目白台循環 - 東毛呂駅
  - 元々東武バス坂戸出張所が1997年（平成9年）8月9日に運行開始した路線だが、わずか3年後の1999年（平成11年）9月11日に川越観光に移管された。東武バス時代の系統番号は「東毛呂02」。この路線から川越観光では森林公園営業所開設まで系統番号の引き継ぎ使用が廃止された。同団地は1996年（平成8年）より分譲開始されたが、住宅分譲の遅れから利用者が低迷しており小型の日野・リエッセを中心に使用された。

### 東毛呂駅 - 埼玉医科大線
- 東毛呂駅 - 埼玉医科大病院
  - 1999年（平成11年）9月11日の目白台団地線の移管と同時に川越観光が新規開設した路線である。目白台団地線と通しで利用できるのが特徴である。

### 北坂戸駅 - 入西団地循環線
- 北坂戸駅西口 - 坂戸ニューシティにっさい - 北坂戸駅西口
  - 東武バスと共同運行
  - 元々東武バス坂戸出張所が1997年（平成9年）4月1日より「北坂戸駅西口 - 坂戸ニューシティにっさい」間（坂戸ニューシティにっさいバス停は現在の入西団地バス停）を運転していた路線だが、2001年（平成13年）4月1日より新たにルート変更を行い、団地内環状運転にする際に増発のために川越観光バスと共同運行することになった。共同運行となる東武バスの系統番号は「北坂戸01」だが川越観光バスでは系統番号は表示されなかった。川越観光バスの車両は日野RJワンステップバスが使用された。なお、東武バスとの共同運行の関係で森林公園営業所開設以前の段階で川越観光バスにおいて唯一バス共通カードが使用可能だった路線であり、使用車両にはマグネット式のバス共通カードステッカーが貼付され、他路線での使用時には外されていた。

## コミュニティバス
- ぐるっとくん（上尾市）
  - 1998年（平成10年）4月1日より運行開始。当初CNGワンステップバス2台が導入されたが、2001年（平成13年）にCNGノンステップバスを1台増備した。東松山営業所所属だが、実際に留置されている場所は東武バス上尾営業所であった。
- 東松山市内循環バス（東松山市）
  - 1998年（平成10年）4月1日に東武バス森林公園出張所が運行開始したが、2000年（平成12年）4月1日に川越観光に移管された。車両は東武バスより引き継ぎの専用の日野・リエッセ2台が使用された。
- べにばなGO（桶川市）
  - 2001年（平成13年）より運行開始。専用のCNGノンステップバスが増備された。ぐるっとくんと同じく東松山営業所所属だが、実際に留置されている場所は東武バス上尾営業所であった。